# Rosa Manus

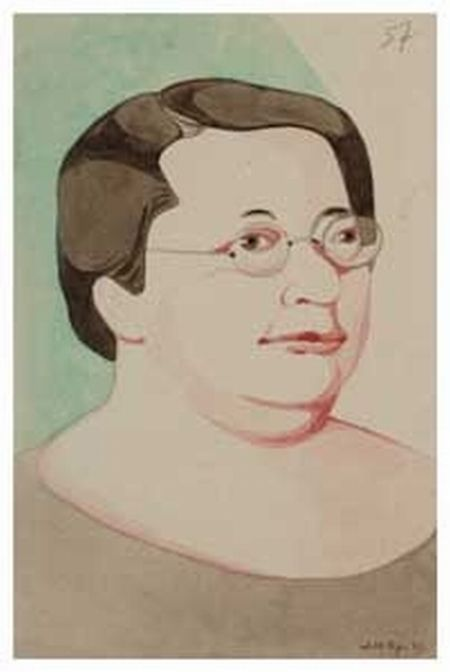
Rosa Manus door "J.H. Sp." (Jacobus Hendrikus 'Koos' Speenhoff (1869-1945)). Collectie Atria.

Rosette Susanna (Rosa) Manus (Amsterdam, 20 augustus 1881 – Tötungsanstalt Bernburg, waarschijnlijk maart 1942) was een Nederlandse pacifiste en activiste voor het vrouwenkiesrecht en vrouwenrechten in het algemeen.

## Levensloop

### Strijd voor vrouwenkiesrecht en vrede
Manus kwam uit een gezin met zeven kinderen en groeide op in een gegoed liberaal-joods milieu. Ze wilde een modewinkel openen, maar dat stond haar vader niet toe. In 1908 kwam zij in contact met de internationale Wereldbond voor Vrouwenkiesrecht en de Nederlandse Vereeniging voor Vrouwenkiesrecht. Door haar organisatietalent, goede sociale vaardigheden en taalkennis bleek ze een zeer goede netwerker. Ze zat in het bestuur van onder andere de Vereeniging voor Vrouwenkiesrecht, later Vereeniging van Staatsburgeressen, de Wereldbond voor Vrouwenkiesrecht en de Internationale Vrouwenbond voor Vrede en Vrijheid.
In 1913 organiseerde Manus met Mia Boissevain de tentoonstelling ‘De Vrouw 1813-1913’ en in 1915 met Aletta Jacobs en Boissevain het Internationaal Congres van Vrouwen, dat vrouwen uit oorlogvoerende en neutrale landen bijeenbracht. In 1932 haalde ze als vredesactiviste meer dan 8 miljoen handtekeningen op van vrouwen uit 56 landen. Ze was medeorganisator van de Rassemblement Universel pour la Paix in 1936, een conferentie van vredesorganisaties uit zo veel mogelijk landen als protest tegen oorlog en fascisme.

### Internationaal Archief voor de Vrouwenbeweging
Met Johanna Naber en Willemijn Posthumus-van der Goot richtte zij in 1935 het Internationaal Archief voor de Vrouwenbeweging (IAV) op. Reeds enkele weken na de Duitse invasie in 1940 werd het archief gesloten, waarna de inhoud ervan in juli 1940 naar Berlijn overgebracht werd. Het was lange tijd onduidelijk wat er met het IAV gebeurd was, tot het in 1992 in een geheim archief in Moskou ontdekt werd. In 2003 kon het worden overgebracht naar Amsterdam.

### Oorlog
Op 16 augustus 1941 werd Rosa Manus gearresteerd vanwege haar "pacifistische en internationale neigingen"  en naar de gevangenis in Scheveningen gebracht. Later werd zij getransporteerd naar Ravensbrück. Haar zuster kreeg in juni 1942 een overlijdensverklaring waar in stond dat Manus aldaar op 29 mei was overleden, maar het Rode Kruis gaf na de oorlog in een overlijdensakte 28 april 1943 als overlijdensdatum op. Deze laatste datum wordt als officiële overlijdensdatum aangehouden, aangezien de overlijdensberichten die door nazi’s werden verstuurd vaak onjuist zijn gebleken. In 2015 betoogde Myriam Everard echter in het Historisch Nieuwsblad dat Rosa Manus hoogstwaarschijnlijk in maart 1942 in Tötungsanstalt Bernburg is vergast.

## Archief
Het archief van Rosa Manus berust bij Atria, kennisinstituut voor emancipatie en vrouwengeschiedenis te Amsterdam.